# Niphogeton magna
Niphogeton magna là một loài thực vật có hoa trong họ Hoa tán. Loài này được J.F. Macbr. mô tả khoa học đầu tiên năm 1930.